# Ester scelta da Assuero
Ester scelta da Assuero è un dipinto a tempera su tavola (47x131 cm) di Filippino Lippi, databile al 1480 circa e conservato nel Museo Condé di Chantilly.

## Storia
Dipinta forse per casa Torrigiani, l'opera fa parte di un complesso di sei pannelli (due scene principali e quattro laterali) che decoravano due cassoni nuziali. Si tratta di una produzione allora molto in voga, con altri esempi noti dell'artista e del suo maestro Botticelli.
Databili alla fase giovanile, fu l'ultima opera acquistata dal Duca d'Aumale nel 1892, dalla vendita Leclanché.
In origine il pannello era unito ad altre due scene, più piccole, che decoravano i lati brevi del cassone: l'Arrivo di Ester davanti alle mura di Susa (National Gallery of Canada, Ottawa) e Vasti in esilio fuori le mura di Susa (Museo Horne, Firenze). Un secondo cassone mostrava la Disperazione di Mardocheo  (Galleria Pallavicini-Rospigliosi, Roma), lo Svenimento di Ester (al centro, Louvre, Parigi) e il Trionfo di Mardocheo (National Gallery of Canada, Ottawa).
Molto probabile è una qualche partecipazione di Botticelli nell'ideazione delle scene, che alcuni riferiscono in parte anche alla pittura, soprattutto nel secondo cassone.

## Descrizione e stile
La scena ha come tema le vicende del Libro di Ester, con la punizione della regina Vasti, sposa disubbidiente, e il trionfo di Ester e suo zio Mardocheo grazie alla loro influenza sul sovrano. Il re Assuero, dopo aver divorziato dalla disobbediente regina Vasti, sceglie tra un gruppo di fanciulle la sua nuova sposa, optando per Ester, una giovane ebrea esule in Persia. Più scene sono raccordate nella complessa architettura del palazzo di Susa, con figurette che interpretano vivacemente le vicende. Sullo sfondo a sinistra il re chiede alla regina di Vasti di obbedire, il cui rifiuto, a destra, è causa del suo ripudio.
I personaggi si muovono come su un palcoscenico, in un contesto di architettura esaltata dalla piena padronanza della prospettiva, che divide la scena in tre tronconi. I toni da balletto, le sagome allungate, i colori chiari e caldi, e l'abilità narrativa ne fanno un importante lavoro della giovinezza dell'artista.

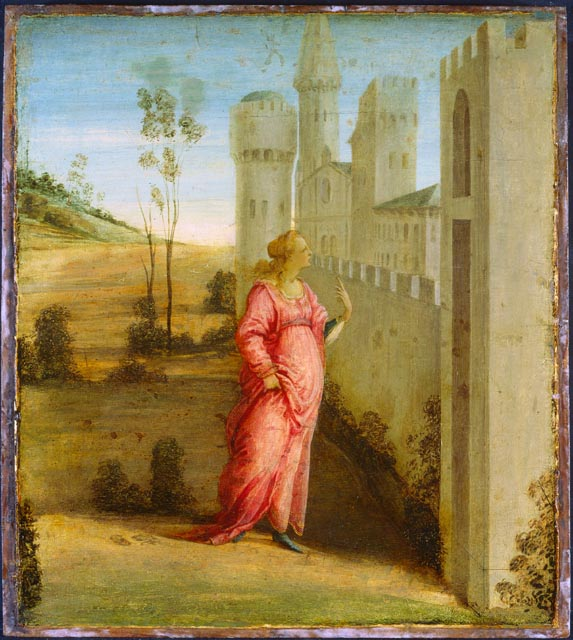
Ester davanti alle mura di Susa
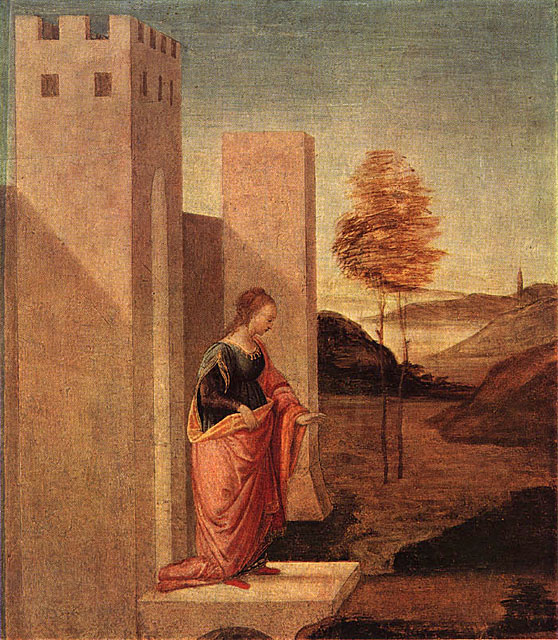
Vasti in esilio fuori le mura di Susa
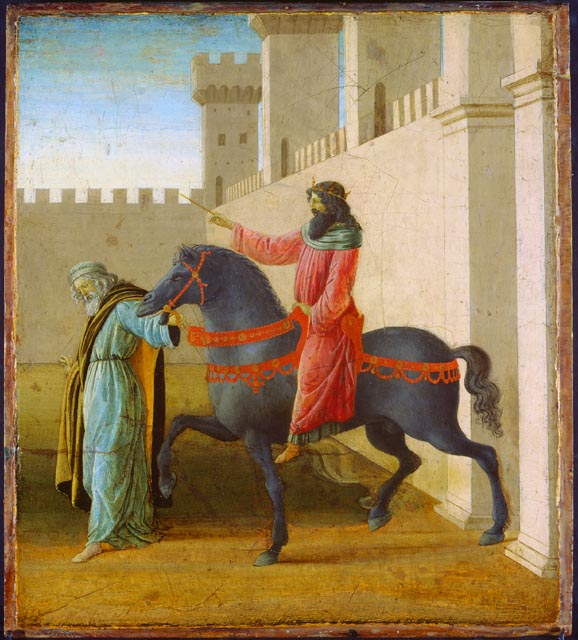
Trionfo di Mardocheo
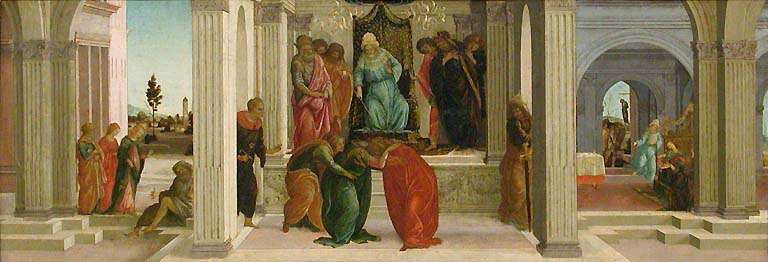
Svenimento di Ester
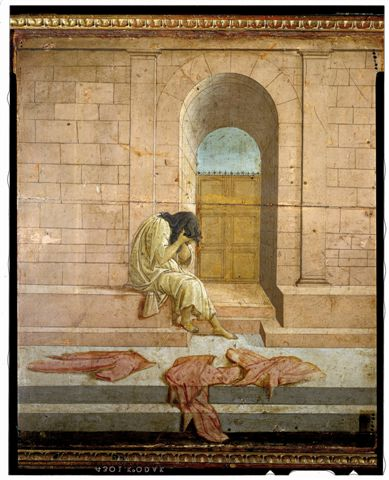
Disperazione di Mardocheo